# Papinjärvi (sjö i Nyland)
Papinjärvi är en sjö i Borgå stad i Finland.   Den ligger i landskapet Nyland, i den södra delen av landet, 50 km nordost om huvudstaden Helsingfors. Papinjärvi ligger 32 meter över havet. Arean är 23 hektar och strandlinjen är 1,96 kilometer lång. Sjön  ingår i Illbyåns huvudavrinningsområde.   I omgivningarna runt Papinjärvi växer i huvudsak blandskog.
I övrigt finns följande vid Papinjärvi:
- Karijärvi (en sjö)
- Ytterträsket (en sjö)